# Amalia Cristiana de Baden
Amalia Cristiana de Baden (en alemán, Amalie Christiane von Baden; Karlsruhe, 13 de julio de 1776-Bruchsal, 23 de octubre de 1823) fue una princesa de Baden y hermana gemela de la reina Carolina de Baviera.

## Biografía
Amalia fue la primogénita del duque Carlos Luis de Baden y de su esposa, Amalia de Hesse-Darmstadt. 
Aunque Amalia Cristiana permaneció soltera hasta el final de sus días, hubo numerosos intentos de conseguir que entrara en un matrimonio apropiado para su rango. Al principio pidió que su tía materna, la reina Federica de Prusia-que quería que su hijo, el príncipe heredero Federico Guillermo-se casara con una de sus nietas. El objetivo de Federica era consolidar aún más la amistad entre los dos países. Sin embargo, Federico Guillermo mostró poco interés en su prima de Baden. No se sintió atraído ni por la bella Carolina ni por el poco atractivo de Cristiana Amalia. Al final, contra la voluntad de su madre, Federico Guillermo se casó con la duquesa Luisa de Mecklemburgo-Strelitz.
Durante las negociaciones matrimoniales con Prusia, hubo otros dos candidatos para Amalia Cristiana en la corte de Karlsruhe. Eran el príncipe heredero Federico de Anhalt-Dessau y Guillermo, príncipe de Gran Bretaña y duque de Clarence y Saint Andrews. Sin embargo, ambos resultaron ser meras esperanzas mientras continuaran las negociaciones con Prusia. Debido a la prolongación de las negociaciones prusianas, estos partidos finalmente perdieron todo interés. Luego, entre 1791 y 1793, tres negociaciones matrimoniales fracasaron.
En los años siguientes se hizo evidente para Amalia Cristiana que, por el momento, no habría más posibilidades de tener un matrimonio adecuado. Viajó mucho y visitó a sus dos hermanas, quedándose con ellas, en las cortes de Baviera o Rusia.
Durante 1811, Amalia Cristiana, ahora de treinta y cinco años de edad, visitó la corte del Imperio austríaco en Viena. El emperador Francisco I pensó, después de un corto tiempo, casar a la princesa de Baden con su hermano, el archiduque Carlos. Carlos y Amalia Cristiana se conocían desde su juventud, pero el archiduque sentía que la princesa no era muy atractiva. Mientras tanto, la corte de Baden temía que este matrimonio creara conflictos políticos con su aliado y protector, el emperador Napoleón. Se buscó su consentimiento, pero Napoleón mostró poco interés y no tomó una posición clara sobre el destino de esta unión. El archiduque Carlos aprovechó esta oportunidad, ya que su hermano no hizo mucho esfuerzo, e impidió nuevas negociaciones matrimoniales; terminaría casándose pocos años después con la princesa Enriqueta de Nassau-Weilburg.
En 1816, Amalia Cristiana volvió a encontrar hospitalidad en Baden. Gracias a la obra del emperador Francisco I, Eduardo Augusto, el cuarto hijo del rey Jorge III del Reino Unido, llegó a Karlsruhe. Ahora, el monarca austríaco quería que Amalia Cristiana se casara con el duque inglés. De hecho, Eduardo fue a Karlsruhe, pero no mostró interés en un compromiso con Amalia Cristiana. Esto fue una sorpresa para la princesa y toda la corte en Baden, que habían contado con un compromiso, y en su lugar vieron la perspectiva de un matrimonio desvanecerse de nuevo.
Dos años más tarde, se hizo un último intento de combinar para Amalia Cristiana, ahora de cuarenta y dos años de edad, un matrimonio apropiado para su rango. En ese momento, la Casa de Baden estaba a punto de morir, porque su hermano, Carlos Luis Federico, estaba gravemente enfermo de hidropesía y no había tenido ningún hijo sobreviviente hasta entonces. El heredero al trono era su tío, el príncipe Luis de Baden. Carlos, junto con su madre, le pidió a su tío que se casara con su hermana, Amalia Cristiana, insistiendo en la necesidad de garantizar la seguridad de la casa. Luis, sin embargo, estaba en un romance con una actriz, y no estaba dispuesto a casarse.
Más tarde se convirtió en gran duque, nunca se casó y, después de su muerte en 1830, la línea directa de Zähringen fue extinguida en la Casa de Baden. En consecuencia, el ducado fue asignado a Leopoldo de Baden-Hochberg, quien sólo con la ayuda de Prusia ascendió al trono de Baden. La línea colateral de Baden-Hochberg fue el resultado de un matrimonio morganático, contraído en segundo lugar por el abuelo de Amalia, el gran duque Carlos Federico.
Sin embargo, Amalia no fue testigo de todo esto. Murió de hidropesía en 1823, en los brazos de su desesperada madre, y fue enterrada en la Cripta Principesca de Pforzheim.